# Krumes

Herb

Krumes (Krummes) – herb szlachecki.

## Opis herbu
Na tarczy ściętej, w polu górnym złotym - pół czerwonego lwa; w dolnym srebrnym - trzy czarne litery S odwrócone. U szczytu dwa skrzydła: złote i srebrne, na których i między którymi S odwrócone. Labry od góry czerwono-złote, od dołu czarno-srebrne.

## Najwcześniejsze wzmianki
Indygenat z 1790.

## Herbowni
von Krummess